# Texas Rangers (film)
Texas Rangers è un film del 2001 diretto da Steve Miner.
Ambientata nel 1875 e basata sulle vicende di Leander McNelly, leader della guerra di secessione americana e capo del corpo dei "Texas Rangers", la pellicola è ispirata ad una storia vera.

## Trama
Dieci anni dopo la Guerra Civile, il governatore del Texas incarica McNelly di riattivare i Texas Rangers per mantenere l’ordine lungo il confine messicano. In una cittadina di frontiera, Lincoln Rogers Dunnison arriva per ritrovare la sua famiglia, ma la riunione viene interrotta dall’attacco di John King Fisher e della sua banda, che uccidono alcuni parenti e rubano il bestiame destinato all’asta. Scosso, Lincoln si rifugia in una chiesa abbandonata, dove incontra George Durham, anch’egli vittima dei banditi.
A Brownsville, dopo l’uccisione di un estorsore da parte dei veri Rangers di McNelly, Lincoln viene accolto nonostante la sua inesperienza e, apprezzata la sua istruzione, viene nominato segretario. McNelly rivela di essere in fin di vita a causa della tubercolosi. Durante il viaggio, Fisher e la sua banda rapiscono la giocoliera messicana Perdita.
Successivamente, il Ranger Sam Walters chiede a Lincoln di organizzare un incontro con McNelly per migliorare la cartografia del territorio, ma si rivela un assassino intento a uccidere il capo. McNelly elimina Walters e, sebbene Lincoln tenti di disertare, viene convinto a restare.
I Rangers combattono il loro primo scontro, catturando prigionieri che vengono impiccati per tradimento, gesto che indignò Lincoln. Quando l’attacco contro il grosso della banda di Fisher si trasforma in disastro, McNelly raduna i sopravvissuti, tra cui Perdita, e si dirige verso il ranch del Capitano Dukes.
Al ranch, Lincoln e George si contendono l’affetto di Caroline, la figlia di Dukes. Scoperto che Fisher ha catturato Dukes e attraversato il Rio Grande, McNelly organizza l’assalto a una fortezza messicana, nomina Lincoln suo erede e i Rangers attaccano all’alba. Nel combattimento, Lincoln uccide Fisher per vendicare la sua famiglia e, sul letto di morte, McNelly esorta Lincoln e George a mantenere la giustizia; George resta al ranch con Caroline, mentre Lincoln guida i Rangers nel proseguimento della loro missione.

## Accoglienza

### Box office
Texas Rangers fu un flop al botteghino, incassando solo 763.740 dollari su un budget di 38 milioni.

### Reception
Texas Rangers fu aspramente criticato. Su Rotten Tomatoes, il film ha una valutazione di approvazione del 2%, basata su 51 recensioni. Il consenso del sito recita: "Per quanto riguarda i western, Texas Rangers è roba mediocre." Su Metacritic, il film ha un punteggio di 29 su 100, basato su 10 recensioni, indicando "recensioni generalmente sfavorevoli".
John Milius ha affermato che Miramax "ha mutilato" il suo copione:
"Non hanno alcun senso di responsabilità. Farebbero un film su qualsiasi cosa se pensassero che potesse far loro guadagnare qualcosa. Penso che dovrebbero dare Harvey Weinstein [presidente di Miramax] ai talebani. Mi piacerebbe vederlo dall'altra parte. Mi piacerebbe rintracciarlo in una caverna."